# Grenzdyck
Das Naturschutzgebiet Grenzdyck liegt zwischen Alpen, Sonsbeck und Xanten am Niederrhein im direkten Anschluss an das Waldstück „Hees“.

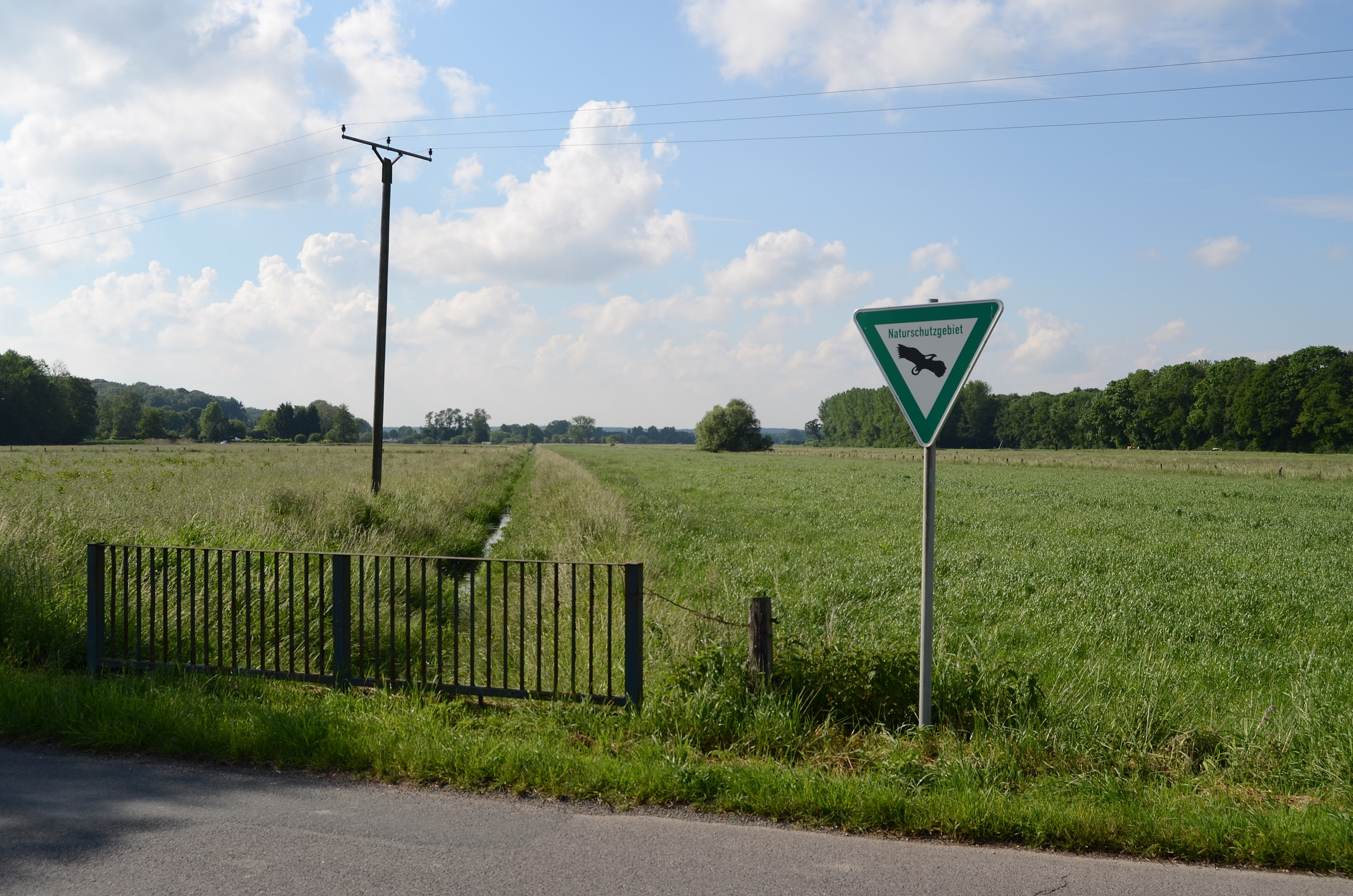
Naturschutzgebiet Grenzdyck mit Hoher Ley (Mai 2014)

Der Grenzdyck umfasst eine Fläche von rund 234 Hektar und wird maßgeblich durch einstige Hochflutmulden des Rheins geprägt. Das nur extensiv bewirtschaftete Feuchtwiesengebiet begünstigt ein breites Spektrum von Pflanzen und Kleintieren, wobei insbesondere das Vorkommen der in Nordrhein-Westfalen seltenen Sumpfschrecke hervorzuheben ist.
Im Naturschutzgebiet Grenzdyck beheimatete Arten sind insbesondere
- Rotfüchse
- Kiebitze, Kleiber und Stare
- Goldschrecken und Sumpfschrecken
- Aronstäbe, Lichtnelken und Wasserfedern